# Coendou bicolor
Coendou bicolore, Porc-épic arboricole
Espèce
Statut de conservation UICN

 LC  : Préoccupation mineure
Le Coendou bicolore (Coendou bicolor)  est un rongeur de la famille des Erethizontidae. Il vit dans les forêts d'altitude du Pérou, entre 150 et 2 500 mètres.

## Description
Le Coendou bicolore mesure 60 à 30 cm de long pour le corps, et de plus ou moins autant pour sa queue.
Le côté dorsal est recouvert d'épines courtes. La coloration du côté dorsal varie du jaune au noir, mais habituellement est grise. Aucune épine ne se trouve sur la queue qui est longue (33-48 cm) et préhensile. Ce petit animal pèse en moyenne 3 à 5 kg. Il n'y a aucune période de reproduction. La gestation des petits dure 203 jours. Les jeunes pèsent en moyenne 415 grammes à la naissance et peuvent s'élever presque immédiatement ! Le coendou ne vit pas en communauté.

## Son habitat
Les coendous bicolores vivent dans les forêts entre 150 et 200 mètres d'altitude. Ils se reproduisent dans les régions côtiéres et amazoniennes du Pérou. Ce coendou est nocturne. Durant la journée les individus se reposent dans les arbres à une hauteur de 6 à 10 mètres.

## Mode de vie
Le Coendou bicolore est solitaire et nocturne et se repose durant la journée. Il s'aventure parfois dans les champs cultivés. 
Son régime alimentaire est principalement végétarien, y compris les feuilles, tiges, fruits, fleurs et les racines. 
Ils atteignent la couche cambium d'arbre en épluchant son écorce.
Ces coendous peuvent endommager les récoltes, qu'ils pillent de temps en temps pour la nourriture. 
Il n'est pas considéré comme un animal en danger, bien que la déforestation l'affecte défavorablement.

## Dénominations
- Nom scientifique : Coendou bicolor  (Tschudi, 1844)[1],[2]
- noms vulgaires (vulgarisation scientifique) ou Noms vernaculaires (langage courant) : Coendou bicolore[3], Porc-épic arboricole[4] ou Porc-épic à piquants bicolores[réf. souhaitée]

## Classification
Cette espèce a été décrite pour la première fois en 1844 par le naturaliste suisse Johann Jakob von Tschudi (1818-1889). 

### Liste des sous-espèces
Selon Mammal Species of the World (version 3, 2005)  (13 janvier 2014) :
- sous-espèce Coendou bicolor bicolor
- sous-espèce Coendou bicolor quichua
- sous-espèce Coendou bicolor richardsoni
- sous-espèce Coendou bicolor simonsi